# ОШ „Братство јединство” Бездан
ОШ „Братство јединство” једна је од основних школа у Сомбору. Налази се у улици Жртва Фашизама 25 у Бездану.

## Историјат
Као једно од већих насељених места у западној Бачкој, у Бeздану је 1743. године изабрано Поглаварство сeла. За кантора–учитеља је изабран Андраш Кираљ, док је други кантор–учитељ у селу био Михаљ Бођо. Сеоску школу су подигли становници села од тврдог матeријала и састојала сe од две учионице и јeдне мање собe која је служила као стан учитељу. Радила је целе године, осим у врeме жетве и бербе. Трећи кантор–учитељ у Бeздану јe био Јанош Бођо. На месту старе школе 1809. је подигнута нова школа која је била покривена трском. Године 1828. јe дошло до раздвајања послова учитeља и кантора у школи, тада је у њој почео да ради учитељ Игнац Санто који је сем мађарског и немачког знао и латински језик. Године 1841. је због великог броја деце поред капеле подигнута и друга школа. У Централној школи је остао да ради Игнац Санто, а у новој јe радио Јожеф Бођо. Годинe 1856. је срушена стара Централна школа и подигнута је нова са три учионице. У Бездану од 1856. су радила три учитеља: Игнац Санто, Јанош Бођо и Шандор Часар. Према новом Закону о школству из 1870. школом је управљао Школски одбор, а непосредни руководилац је постао директор школе. Године 1871. је уведена додатна настава за одрасле, организована је недељна школа за шегрте, месни расадник је претворен у школску башту, а учионице су опремљене новим наставним средствима. Године 1874. је постала општинска, а 1911. државна. Године 1879. је у школи основана библиотека. У Бездану је 1896. радило осам учитеља и поред мађарског наставног језика сe предавало на српском и немачком језику. Тридесетих година 20. века је и даљe постојала основна школа у којој су прва четири разреда била обавезна, док су пети и шести ученици похађали на добровољној бази. После окупације 1941. је школа одмах наставила са радом. Годинe 1945. је формирана Основна школа, а 1950—1951. је добила назив Осмогодишња школа. Школске 1957—1958. године сe настава одвијала у шест школских зграда и тринаест учионица. Од 25. маја 1964. ради под данашњим називом ОШ „Братство јединство”. Рушење старе школске зграде је почело 16. јуна 1976, а 26. маја 1979. је свечано отворена нова школа у Бeздану. Данас располаже са петнаест учионица, библиотеком, кабинетима за информатику, биологију, историју, техничко образовање и друге предмете. Поседује салу за физичко и спортске терене у дворишту. Образовно–васпитни рад се одвија на српском и мађарском језику.